# Team Fouad Ahidar
Team Fouad Ahidar (TFA) est un parti politique belge néerlandophone, fondé en 2024 par Fouad Ahidar.
Il a créé la surprise aux élections régionales belges de 2024 en gagnant un siège au parlement flamand et trois sièges au parlement bruxellois, devenant le deuxième groupe politique néerlandophone de la capitale.

## Histoire
Déjà précédemment membre de Volksunie-iD21, de SPIRIT et puis de Vl.Pro, Fouad Ahidar est exclu en 2022 du bureau de Vooruit dont il était un membre important et président du groupe au parlement bruxellois, après que celui-ci a voté contre l'obligation d'étourdissement des animaux avant abattage, à contre-courant de la consigne de son parti. Il quitte le parti le 3 décembre 2023, dénonçant une mauvaise gestion et ne plus se reconnaitre dans ses valeurs « fondamentales de solidarité, de justice, d'égalité et de liberté » après les propos racistes de son président, Conner Rousseau.
Après être resté indépendant, le 9 février 2024 Fouad Ahidar annonce déposer sa propre liste nommée "Team Fouad Ahidar", en prévision des prochaines élections. Seize co-listiers rassemblés pour se présenter dans le collège électoral flamand de Bruxelles-Capitale ; le parti se présenta également au parlement flamand et à la chambre des représentants.
Le programme du parti se centre sur une augmentation du salaire minimum de 1 990 à 2 300 euros, une augmentation du nombre de logements sociaux et la limitation du prix des loyers, une individualisation des revenus, des actions contre la discrimination, élargir le droit au port du voile et étendre à toute la Belgique l’abattage rituel sans étourdissement.
Un programme et une campagne jugés communautaristes ou trop axés sur la religion par plusieurs observateurs et journalistes. Le politologue Cédric Istasse parle d'« un programme qui est loin de faire l’unanimité parmi ses éventuels partenaires de coalition, notamment un programme énormément axé sur les aspects religieux ». Adrien de Marneffe, journaliste qualifie la campagne du parti en 2024 de « communautaire très efficace sur le thème de l’abattage rituel, de l'autorisation du voile dans l'administration et du conflit à Gaza, mais aussi sur le logement et le pouvoir d'achat ».

### Élections de 2024
Le parti crée la surprise aux élections régionales du 9 juin 2024 en obtenant trois députés bruxellois ainsi qu'un siège au parlement flamand, et rate de peu une représentation au parlement fédéral, à quelques centaines de voix près. Team Fouad Ahidar devient le second parti du collège électoral flamand de Bruxelles-Capitale derrière Groen. Il devient difficilement contournable pour la création d'un gouvernement bruxellois et peut créer une situation de blocage en raison des nombreuses polémiques tournant autour du parti et de son président, Fouad Ahidar étant visé par une plainte pour antisémitisme et ayant mené sa campagne essentiellement sur des thèmes communautaires et religieux. Le chef de file de l'Open VLD, la N-VA, le MR et DéFI excluent tous de gouverner avec les élus de Team Fouad Ahidar.
Le parti réalise encore une percée aux élections communales de la même année en gagnant des sièges dans plusieurs communes bruxelloises : 7 à Molenbeek-Saint-Jean et Anderlecht, 5 à Jette et 4 à Schaerbeek et Bruxelles-ville. À Jette, Fouad Ahidar reçu 2 200 voix de préférence, réalisant le plus gros score de la commune et dépassant aussi la bourgmestre sortante. Il obtient moins de succès en dehors de Bruxelles avec seulement un siège à Vilvorde.

## Liens religieux
En juin 2025, un élu de la Team Fouad Ahidar accompagne le retour de Mohamed Toujgani, controversé ancien imam principal de la mosquée al Khalil (située à Molenbeek), la plus grande de Belgique. Il avait été expulsé du pays quelques années plus tôt, en raison notamment d'espionnage pour le Maroc.

## Structure

### Élus
Tous ces élus font suite aux élections régionales du 9 juin 2024.

#### Parlement flamand
- M'Hamed Kasmi  Région de Bruxelles-Capitale

#### Parlement bruxellois
- Fouad Ahidar
- Najima El Arbaoui
- Ilyas El Omari

## Résultats électoraux

### Parlement fédéral[15]
| Année | Chambre des représentants | Chambre des représentants | Chambre des représentants | Gouvernement        |
| Année | Voix                      | %                         | Sièges                    | Gouvernement        |
| ----- | ------------------------- | ------------------------- | ------------------------- | ------------------- |
| 2024  | 24 826                    | 0,36                      | 0 / 150                   | Extra-parlementaire |

### Entités fédérées

#### Parlement flamand[16]
| Année | Voix   | %    | Sièges  | Gouvernement |
| ----- | ------ | ---- | ------- | ------------ |
| 2024  | 14 187 | 0,32 | 1 / 124 | Opposition   |

#### Parlement de la Région de Bruxelles-Capitale[17]
| Année | Voix   | %     | Sièges | Gouvernement |
| ----- | ------ | ----- | ------ | ------------ |
| 2024  | 13 242 | 16,47 | 3 / 89 | En cours     |